# Leopold Wilhelm von Königsegg-Rothenfels
Leopold Wilhelm Graf von Königsegg-Rothenfels (* 25. Mai 1630 in Immenstadt; † 5. Februar 1694 in Wien) war Vizepräsident des Reichshofrates und Reichsvizekanzler des Heiligen Römischen Reiches.

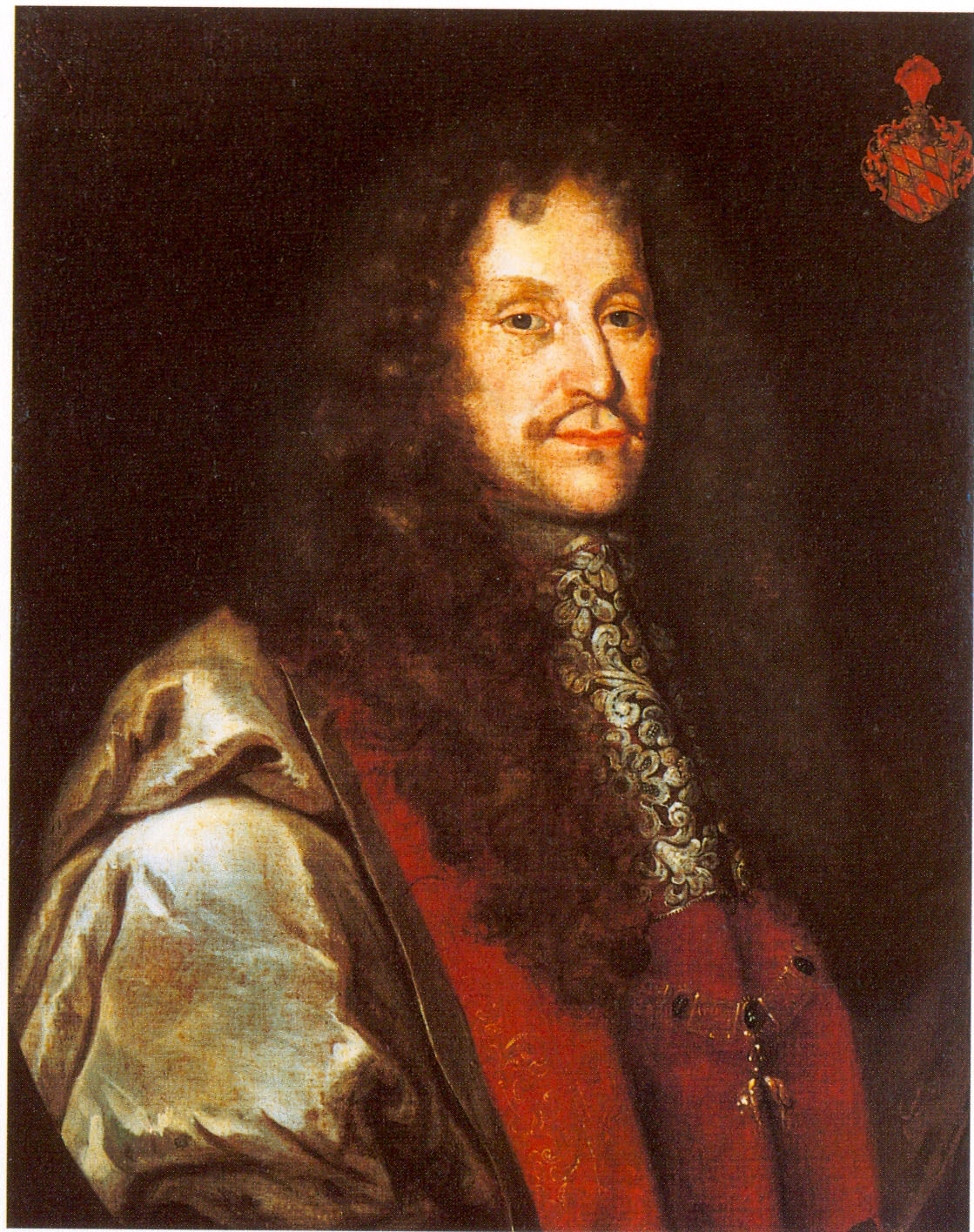
Leopold Wilhelm Graf von Königsegg-Rothenfels

## Familie
Der Vater war der Reichskammergerichtspräsident und Direktor des schwäbischen Reichsgrafenkollegiums Hugo Graf von Königsegg-Rothenfels. Die Mutter war Maria Renata (geb. von Hohenzollern-Hechingen). Er selbst heiratete in erster Ehe 1658 Maria Polyxena Gräfin von Schärffenberg. Als zweite Frau heiratete er 1684 Eleonore Franziska di San Martino Marchesa di Parella. Aus der ersten Ehe gingen sieben Söhne und vier Töchter hervor. Unter den Söhnen war der Feldmarschall Joseph Lothar von Königsegg-Rothenfels.

## Leben
Seit 1651 war er Kämmerer König Ferdinands. Im Jahr 1653 wurde er Mitglied des Reichshofrates. In den Jahren 1656/57 begleitete Königsegg-Rothenfels Kaiser Leopold auf dessen Reisen nach Ungarn, nach Frankfurt 1658 und bei einer Reise durch Innerösterreich 1660. Im Jahr 1666 wurde er Reichshofrats-Vizepräsident. Als kaiserlicher Kommissar und Gesandter für die Reichstürkenhilfe bereiste er 1651 bis 1665 und 1672 bis 1673 das Reich und auch ausländische Höfe.
Im Jahr 1669 wurde Königsegg-Rothenfels Reichsvizekanzler. Als er 1671 Mitglied des geheimen Rates wurde, hat er den Reichshofrat verlassen. Seit 1676 war er zudem Mitglied der geheimen Konferenz.
Der Grund für diese erst recht späte Hinzuziehung lag in der politisch gewollten Isolierung der Reichshofkanzlei. Die österreichische Hofpartei unter dem Hofkanzler Johann Paul Hocher versuchte mit Erfolg die Reichshofkanzlei von allen politischen Fragen auch solche die das Reich betrafen fernzuhalten. Hatte in früheren Jahren die Reichshofkanzlei die österreichischen Fragen miterledigt, lag der politische Schwerpunkt nun bei der Hofkanzlei. Dennoch spielte  Königsegg-Rothenfels selbst eine durchaus bedeutende Rolle etwa bei der Errichtung der Kurwürde für Hannover in der Person von Ernst August von Hannover.
Königsegg-Rothenfels gelang es nach dem Tod des Mainzer Erzkanzlers Johann Philipp von Schönborn, gegen den erhebliche Vorbehalte bei der Hofpartei vorhanden waren und nach dem Tod Hochers 1683 seine Position auszubauen. Er galt nunmehr als einer der maßgeblichen Minister und auch die Reichshofkanzlei gewann wieder Einfluss auf die Reichspolitik.

## Sonstiges
Im Jahr 1862 wurde an seinem Sterbeort, in Wien-Mariahilf (6. Bezirk), die Königsegggasse nach ihm benannt. 1688 hatte er Grundstücke in der heutigen Gumpendorfer Straße 74–76 erworben und dort sein Palais Königsegg errichtet. 1754 erwarb Maria Theresia das Palais und richtete darin die kaiserliche Ingenieurschule ein. 1841 kaufte der Wiener Magistrat das Gebäude; es wurde 1886 demoliert.